# Claude Louis-Combet
Pour les articles homonymes, voir Louis et Combet.
Claude Louis-Combet est un écrivain français né à Lyon en 1932.

## Biographie
Le père de Claude Louis-Combet meurt en 1937. L'enfant est élevé par sa grand-mère maternelle. Il suit les études secondaires dans des petits séminaires de missionnaires et, en 1950, entre en religion chez les Pères du Saint-Esprit pour un an de noviciat et deux années de philosophie à l'Abbaye Blanche à Mortain (Manche). En 1953, il rompt avec la vie religieuse et effectue son service militaire. De 1954 à 1958, il fait des études de philosophie à la Faculté des Lettres de Lyon. Son maître intellectuel est le phénoménologue Henri Maldiney.
De 1958 à 1992, il enseigne à Besançon, d'abord en tant que professeur de philosophie dans un lycée, puis, pendant vingt-cinq ans, comme directeur d'un centre de formation d'instituteurs spécialisés pour les classes d'enfants en difficulté. Entre 1958 et 1964, il écrit des articles de psychopédagogie dans des revues publiées par l'École Moderne (mouvement Freinet).
En 1970, il fait paraître son premier roman, Infernaux Paluds, chez Flammarion. De 1972 à 1988, il publie romans, nouvelles et essais dans la collection « Textes » dirigée successivement par Paul Otchakovsky-Laurens, Bernard Noël, Michel Nuridsany. Il publie également aux Lettres Vives et chez quelques grands éditeurs comme José Corti ou Fata Morgana.

## Œuvres
- Infernaux Paluds, Flammarion, 1970
- Miroir de Léda, Flammarion, 1971
- Tsé-Tsé, Flammarion, 1972
- Voyage au centre de la Ville, Flammarion, 1974
- Mémoire de Bouche, La Différence, 1977
- Marinus et Marina, Flammarion, 1979
- Du sens de l'absence, Lettres vives, 1985
- Blanc, Fata Morgana, 1980
- Le Péché d'écriture, 1990
- Ouverture du cri, Cadex, 1991
- Dadomorphes & Dadopathes, avec 5 gravures de Dado, Deyrolles, 1992
- Augias et autres infamies, José Corti, nouvelles, 1993
- Blesse, ronce noire, José Corti, 1995
- Le Sacre du dépotoir, photographies de Domingo Djuric, La Pierre d'Alun, 1996
- L'Âge de rose, 1997
- Le Petit œuvre poétique, poèmes, 1998
- Le Recours au mythe, 1998
- Proses pour saluer l'absence, 1999
- Le Chemin des vanités d'Henri Maccheroni, 2000
- L'Homme du texte, 2002
- Transfigurations, nouvelles, 2002
- D'île et de mémoire, 2004
- Terpsichore et autres riveraines, Fata Morgana, 2003
- Les Errances Druon, José Corti, 2005
- Ouvertures, dessins de Marie Morel, Fata Morgana, 2005
- L'Heure canidée, Léo Scheer, 2005
- Cantilène et fables pour les yeux ronds, 2006
- Visitations, 2006
- Grand siècle d'atopie, Galilée, 2009
- La Sphère des mères, José Corti, 2009
- Magdeleine, à corps et à Christ, sur huit photographies d’Élizabeth Prouvost, Fata morgana, 2009
- Le Livre du Fils, José Corti, 2010
- Des transes et des transis, Fata Morgana, 2011
- Gorgo, Galilée, 2011
- La Sœur du petit Hans, Galilée, 2011
- À l'Escarcelle de Rêves, sur et avec des illustrations de Pierre Bassard, Æncrages & Co, 2011
- L'Origine du cérémonial, José Corti, 2012
- Huysmans au coin de ma fenêtre, Fata Morgana, 2012
- Paysage des limites, Folle avoine, 2012
- Dado, Éditions Virgile, 2012
- Suzanne et les Croûtons, L'Atelier contemporain, 2013
- Dérives, photos d'Élizabeth Prouvost, Fata Morgana, 2014
- Dado, de fer et d'os, photos de Domingo Djuric, MEP, 2014
- Bethsabée, au clair comme à l'obscur, José Corti, 2015
- Dichotomies, suivi de Aube crucifère, Æncrages & Co, 2015
- Rue de la Solitude - Landier, Ateliers du grand tétras, 2015
- Invités de la Nuit - Sur les Visages de Jacques Le Scanff, Fario, 2017
- Charles Péguy, l'initiation, éditions La Guêpine, 2017
- Né du limon, Fata Morgana, 2017
- Aube des chairs et viscères, Fata Morgana, 2021
- Toutes les bêtes sont mortelles, Éditions Corti, coll. « Domaine français », 2021
- Christine l'admirable, Éditions Corti, coll. « Domaine français », 2022

Préface
- Préface aux Oiseaux d'Irène de Dado, Éditions de la Différence, 2007
- Préface à J'ai regret de vous de Yaël Cange (avec des illustrations de Robert Groborne), Æncrages & Co, 2011
- Préface à Dans l'Antre, Nue de Acuti (Auteur et sculpteur), L'Atelier du grand tétras, 2015